# Le Sourire (1994)
Le Sourire ('De glimlach') is een Franse romantische dramafilm van Claude Miller uit 1994.

## Verhaal
Psychiater Pierre-François, die onder meer de jonge nymfomane Brigitte behandelt in zijn kliniek op het platteland, krijgt een hartaanval. Zijn collega Gaby maakt hem duidelijk dat de volgende aanval elk moment kan plaatsvinden en dat hij nog maar kort te leven heeft. Hij voelt zich levensmoe en heeft de behoefte om zijn ex-vrouw Chantal een tekening terug te geven van een meisje met ontblote borsten die zij koestert maar hij in bezit heeft. Onderweg naar Saint-Trojan-les-Bains ontmoet hij in een treincoupé de jonge sensuele Odile. Ze slaapt en merkt hem niet op, maar hij raakt door haar betoverd.
Odile is zelf gefascineerd door een stripshow met vier danseressen van kermisexploitant Jean-Jean. Een uitnodiging van Jean-Jean om voor hem te komen werken slaat ze aanvankelijk af. Pierre-François ontmoet Odile toevallig opnieuw als ze tennist. Ze maken een afspraak voor de avond en gaan samen naar de stripshow. Als ze afscheid nemen probeert hij haar te kussen, maar ze wijst hem af. Odile vergeeft hem en ze ontmoeten elkaar nogmaals. 
Odile besluit toch te gaan strippen en Jean-Jean raadt haar aan om dat niet in de buurt van familie en vrienden te doen. Ze gaan met  Pierre-François naar Angoulême om Jean-Jeans vriend "Ma tante" te bezoeken, die een vergelijkbare stripshow exploiteert. In eerste instantie weet hij echter niet goed hoe hij Odile in zijn programma moet inpassen. De drie gaan uit eten, maar dit loopt slecht af. Odile stormt naar buiten en Pierre-François valt flauw, waarna hij in een kamer op de bovenverdieping wordt gezet. 's Nachts komt Odile bij hem slapen. De volgende dag verschijnt Odile in de stripshow omringd door vier naaktdanseressen. Ze ontkleedt zich volledig, gaat het publiek in en sterft.

## Rolverdeling
| Acteur               | Personage                   |
| -------------------- | --------------------------- |
| Jean-Pierre Marielle | Pierre-François Le Clainche |
| Emmanuelle Seigner   | Odile                       |
| Richard Bohringer    | Jean-Jean                   |
| Bernard Verley       | "Ma tante"                  |
| Nathalie Cardone     | Brigitte                    |
| Nadia Barentin       | Gaby                        |
| Christine Pascal     | Chantal                     |
| Didier Bénureau      | Chantals man                |
| Chantal Banlier      | Loulou                      |
| Maïté Nahyr          | Mado                        |
| Mathilde Seigner     | Tuttut (stripper)           |
| Catherine Mongodin   | Wagon (stripper)            |
| Noëlla Dussart       | Chipper (stripper)          |
| Jeanne Savary        | Cisca (stripper)            |
| Jean-Paul Bonnaire   | Yougo                       |